# موهال (داکوتای شمالی)
موهال(به انگلیسی: Mohall) شهری در ایالت داکوتای شمالی کشور ایالات متحده آمریکا است که جمعیت آن در سرشماری سال ۲۰۱۰ میلادی، ۷۸۳ نفر بوده‌است.